# Jolly (casa discografica)
La Jolly, nota anche come Jolly Hi-Fi Records, è una etichetta discografica italiana della SAAR Records, creata nel 1958 da Walter Guertler; attualmente è un marchio non utilizzato.
Il suo logo è costituito dalla scritta jolly in caratteri minuscoli, che sovrasta la scritta "hi-fi records" in caratteri minori. La "o" di jolly è a propria volta sovrastata dalla stilizzazione di un berretto a tre sonagli.

## Storia

### Anni cinquanta
Walter Guertler era entrato nel mondo discografico nel 1948, fondando la Celson (insieme al fratello Ernest), e nel 1951 aveva acquistato un'altra etichetta, la Music, mantenendole però in vita separatamente.
Agli inizi del 1958 però decise di unire le due aziende, sotto la denominazione SAAR Records (Società Articoli Acustici Riprodotti), con sede a Milano in viale di Porta Vercellina 14; in quell'occasione creò una nuova etichetta, la Jolly, utilizzata soprattutto per il lancio di nuovi talenti. A questa seguì - qualche anno dopo - la Joker; quest'ultima avrebbe ripubblicato in edizione economica i dischi della Jolly, oltre che stampare edizioni di dischi esteri di artisti come Tito Puente e, in seguito, dischi di artisti messi autonomamente sotto contratto (ricordiamo Bruno Venturini).
Come direttore artistico, Guertler scelse il musicista di estrazione jazz Ezio Leoni, che aveva già avuto esperienze come arrangiatore e direttore d'orchestra.
Subito la Jolly riscosse notevoli successi; nel 1959 Il tuo bacio è come un rock, di un giovanissimo Adriano Celentano, dominò le classifiche.

### Anni sessanta
Nel giro di pochi anni la Jolly mise sotto contratto moltissimi giovani artisti, spesso destinati negli anni seguenti ad un consistente successo, come Enzo Jannacci, Luigi Tenco, Nancy Cuomo, Remo Germani, Nicola Di Bari, Peppino Gagliardi, Cochi e Renato, Gabriella Ferri, Fausto Leali, Franco Battiato, e il gruppo I Campioni.
La Jolly fu la prima etichetta discografica italiana a creare una linea economica (la già citata Joker), ed una delle prime ad acquisire la distribuzione di etichette straniere in Italia: da ricordare la Vogue, la Mercury (prima che passasse alla Phonogram), e, per i primi anni, la Atlantic Records.Oltre a questo, pubblicò in Italia gli artisti francesi sotto contratto alla Barcklay: Dalida, Henri Salvador, Charles Aznavour e Jacques Brel.
Contestualmente al potenziamento dell'intera impresa SAAR, avvenuto tramite investimenti in risorse umane, sale di registrazione, produzione e distribuzione, in tale decennio la Jolly sarà l'etichetta utilizzata per i dischi degli interpreti che parteciperanno al Festival di Sanremo (dal 1961 al 1969) e ad altre manifestazioni quali: Canzonissima, Cantagiro, Disco per l’estate, Gondola d’ora di Venezia.
Tra i produttori che lavorarono per l'etichetta nella seconda metà degli anni '60 e nell'inizio del decennio successivo ci fu il napoletano Carlo Casale (www.carlocasale.it).
Nel 1971, in base a scelte aziendali, il marchio jolly cessò di essere utilizzato in maniera regolare per nuove produzioni, salvo sporadici riutilizzi successivi, soprattutto relativi a ristampe e raccolte di successi.

## Dischi
La datazione qui riportata si basa sull'etichetta del disco o sulla copertina; qualora nessuno di questi elementi abbia una datazione, è basata sulla numerazione del catalogo; talora è, infine, basata sul codice della matrice di stampa. Se esistenti, sono riportati, oltre all'anno, il mese e il giorno (quest'ultimo dato si trova, a volte, stampato sul vinile).

### LP a 33 giri
| Numero di catalogo | Anno    | Interprete                                 | Titoli                                                 |
| ------------------ | ------- | ------------------------------------------ | ------------------------------------------------------ |
| LPJ 5000           | 04-1959 | Sam Cooke                                  | Sam Cooke                                              |
| LPJ 5001           | 04-1959 | The Pilgrim Travelers                      | Look Up!                                               |
| LPJ 5007           | 1959    | Gianni Basso e Oscar Valdambrini           | New sound from Italy - The Basso Valdambrini Octet     |
| LPJ 5008           | 02-1960 | Adriano Celentano                          | Adriano Celentano con Giulio Libano e la sua orchestra |
| LPJ 5010           | 1960    | Gianni Basso e Oscar Valdambrini           | Basso Valdambrini Quintet plus Dino Piana              |
| LPJ 5013           | 1960    | Autori vari                                | Discorama 1                                            |
| LPJ 5014           | 1960    | Autori vari                                | Discorama 2                                            |
| LPJ 5016           | 1960    | I Campioni                                 | Baciare baciare                                        |
| LPJ 5017           | 11-1960 | Adriano Celentano                          | Furore (album)                                         |
| LPJ 5021           | 1962    | Adriano Celentano                          | Peppermint twist                                       |
| LPJ 5025           | 1963    | Adriano Celentano                          | A New Orleans                                          |
| LPJ 5026           | 1963    | Remo Germani                               | Baci                                                   |
| LPJ 5034           | 1963    | Françoise Hardy                            | Françoise Hardy canta per voi in italiano              |
| LPJ 5036           | 07-1964 | Milly                                      | Stramilano                                             |
| LPJ 5037           | 07-1964 | Enzo Jannacci                              | La Milano di Enzo Jannacci                             |
| LPJ 5038           | 1964    | Fausto Leali & I Novelty                   | Fausto Leali                                           |
| LPJ 5039           | 1964    | Autori vari                                | Estate                                                 |
| LPJ 5040           | 1964    | Tony Dallara                               | Tony Dallara                                           |
| LPJ 5041           | 1965    | Nicola Di Bari                             | Nicola Di Bari                                         |
| LPJ 5042           | 1965    | Alberto Baldan                             | Alberto Baldan                                         |
| LPJ 5043           | 1965    | Enzo Jannacci                              | Enzo Jannacci in teatro                                |
| LPJ 5044           | 1965    | Remo Germani                               | Remo Germani                                           |
| LPJ 5045           | 1965    | Luigi Tenco                                | Luigi Tenco                                            |
| LPJ 5046           | 1965    | Tony Dallara                               | Tony Dallara                                           |
| LPJ 5048           | 1965    | Peppino Gagliardi                          | Peppino Gagliardi                                      |
| LPJ 5049           | 1965    | Autori vari                                | Sanremo 1965                                           |
| LPJ 5053           | 1965    | Le Amiche                                  | Le Amiche                                              |
| LPJ 5057           | 1965    | Los Brincos                                | Los Brincos                                            |
| LPJ 5058           | 1965    | Udo Jürgens                                | Udo Jürgens                                            |
| LPJ 5064           | 1965    | The Rocky Mountains                        | Far West songs vol. 2                                  |
| LPJ 5068           | 1966    | I Ragazzi del Sole                         | I Ragazzi del Sole                                     |
| LPJ 5069           | 1966    | Ola & the Janglers                         | Patterns                                               |
| LPJ 5071           | 07-1966 | Enzo Jannacci                              | Sei minuti all'alba                                    |
| LPJ 5072           | 1966    | Gabriella Ferri                            | Gabriella Ferri                                        |
| LPJ 5073           | 1966    | Autori vari                                | Carosello di canzoni                                   |
| LPJ 5077           | 1967    | Françoise Hardy e Antoine                  | Françoise Hardy e Antoine                              |
| LPJ 5084           | 09-1967 | Petula Clark, Antoine, Umberto, Christophe | Grand Gala                                             |
| LPJ 5094           | 1969    | Ennio Morricone                            | Gli intoccabili (colonna sonora)                       |
| LPJ 5095           | 1969    | Armando Trovajoli                          | Sette volte sette                                      |
| LPJ 5096           | 1969    | Autori vari                                | Parata di successi                                     |
| LPJ 5100           | 1970    | Shocking Blue                              | Venus                                                  |
| LPJ 5101           | 1970    | Tee-Set                                    | Ma Belle Amie                                          |
| LPJ 5102           | 1970    | Golden Earring                             | Eight Miles High                                       |
| LPJ 5103           | 1970    | George Baker                               | Little Green Bag                                       |
| LPJ 5105           | 1970    | Gli Ombrelli                               | Gli Ombrelli                                           |
| LPJ 5120           | 1970    | Luigi Tenco                                | La ballata dell'eroe                                   |
| LPJ 5169           | 1970    | Silvio Pavese                              | Il mio mondo è qui                                     |
| LPJ 5173           | 1970    | Autori vari                                | The dutch sound                                        |

### EP
| Numero di catalogo | Anno      | Interprete                                                                   | Titoli                                                                                        |
| ------------------ | --------- | ---------------------------------------------------------------------------- | --------------------------------------------------------------------------------------------- |
| EPJ 1000           | 1958      | Joe Loco                                                                     | Joe Loco and His Quintet vol. 1                                                               |
| EPJ 1001           | 1958      | Joe Loco                                                                     | Joe Loco and His Quintet vol. 2                                                               |
| EPJ 1009           | 1958      | Tito Puente                                                                  | Tito Puente and His Orchestra vol. 1                                                          |
| EPJ 1013           | 1958      | Machito                                                                      | Machito and His Orchestra vol. 1                                                              |
| EPJ 1014           | 1958      | Machito                                                                      | El campesino                                                                                  |
| EPJ 1018           | 1958      | Rino Da Positano con i Convers                                               | Rino Da Positano con i Convers                                                                |
| EPJ 1019           | 1958      | Convers                                                                      | I Convers vol. 1                                                                              |
| EPJ 1020           | 1958      | Convers                                                                      | I Convers vol. 2                                                                              |
| EPJ 1022           | 1958      | Alberto Pizzi ed il suo Quartetto                                            | Colonel Boogey/Armen's Theme/Guitar Boogie/Allegro motivetto                                  |
| EPJ 1023           | 1958      | Alberto Pizzi ed il suo Quartetto, canta Giulio Tumeo                        | Vol. 2 Tu vuo' fa l'americano/Strada 'nfosa/Come prima/Calypso serenade                       |
| EPJ 1024           | 1958      | Alberto Pizzi ed il suo Quartetto, canta Giulio Tumeo                        | Vol. 3 Boogie rock boogie/Buona sera/Calypso melody/See you later alligator                   |
| EPJ 1025           | 1958      | Campanino                                                                    | I Campanino                                                                                   |
| EPJ 1026           | 1958      | Los Zafiros                                                                  | Los Zafiros                                                                                   |
| EPJ 1027           | 1958      | Los Zafiros                                                                  | Los Zafiros                                                                                   |
| EPJ 1040           | 1958      | Campanino                                                                    | I Campanino                                                                                   |
| EPJ 1043           | 1958      | I Campioni                                                                   | I Campioni                                                                                    |
| EPJ 1050           | 1959      | I Campioni                                                                   | I Campioni                                                                                    |
| EPJ 1054           | 1959      | Adel Valentine and his Orchestra                                             | Arrivederci / La Paloma / Kiss me honey honey / Play a simple melody                          |
| EPJ 1057           | 1960      | I Campioni                                                                   | I Campioni                                                                                    |
| EPJ 1058           | [10-1959] | Giulio Libano e la sua orchestra, Coro di voci bianche dir. da Mario Mellier | Buon Natale ( È Nato Il Redentore / Astro Del Ciel / Tu Scendi Dalle Stelle / Bianco Natale ) |
| EPJ 1061           | 1960      | Adriano Celentano                                                            | Piccola                                                                                       |
| EPJ 1064           | 1961      | I Campioni                                                                   | I Campioni                                                                                    |
| EPJ 1065           | 1961      | Adriano Celentano                                                            | 24.000 baci                                                                                   |
| EPJ 2023           | 1961      | Raymond Lefèvre                                                              | Ciao ciao bambina                                                                             |
| EPJ 3000           | 1961      | Laura Betti                                                                  | Quattro canzoni con Laura Betti                                                               |
| EPJ 3001           | 1961      | Antonio Crast                                                                | Poesie di Boris Pasternak dette da Antonio Crast                                              |
| EPJ 3002           | 1961      | Arnaldo Ciato                                                                | Nostalgia/Una notte e tu                                                                      |
| EPJ 3003           | 1961      | Arnaldo Ciato                                                                | Concerto d'altri tempi/Bianche nuvole                                                         |
| EPJ 3004           | 1961      | Laura Betti                                                                  | Laura Betti con l'orchestra di Piero Umiliani: Quella cosa in Lombardia / Piero / Io son'una  |
| EPJ 3005           | 1961      | Laura Betti                                                                  | Laura Betti con l'orchestra di Piero Umiliani                                                 |
| EPJ 3006           | 1961      | Laura Betti                                                                  | Laura Betti con l'orchestra di Piero Umiliani                                                 |

### Singoli a 45 giri - Numerazione J 20...
| Numero di catalogo | Anno             | Interprete                                                    | Titoli                                                                   |
| ------------------ | ---------------- | ------------------------------------------------------------- | ------------------------------------------------------------------------ |
| J 20000            | 1958             | Joe Loco                                                      | Flamingo/Kismet                                                          |
| J 20001            | 1958             | Joe Loco                                                      | Mucho Swing/Spetmber In The Rain                                         |
| J 20002            | 1958             | Tito Puente                                                   | The Knockout/Rico Vacilon                                                |
| J 20004            | 1958             | Tito Puente                                                   | Temptation/Autumn leaves                                                 |
| J 20005            | 1958             | Tito Puente                                                   | Mambo with me/Autumn in Rome                                             |
| J 20006            | 1958             | Machito                                                       | An affair to remember/I didn’t know what time it was                     |
| J 20010            | 1958             | Convers                                                       | Ballava 'o roccanrollo/Luna bebè                                         |
| J 20011            | 1958             | Convers                                                       | Maria Canaria/'a tazza 'e cafè                                           |
| J 20012            | 1958             | Convers                                                       | 'A sonnambula/Torero                                                     |
| J 20013            | 1958             | Convers                                                       | Strada 'nfosa/Barber Shop                                                |
| J 20014            | 1958             | Convers                                                       | Vien' 'int' 'a varca cu mme/'a canzone 'e Vicienzo                       |
| J 20015            | 1958             | Rino Da Positano e I Convers                                  | Pienzece buono/Tammurriata palazzola                                     |
| J 20016            | 1958             | Rino Da Positano                                              | Mastò Tore/Palcoscenico                                                  |
| J 20018            | 1958             | Alberto Pizzi ed il suo Quartetto                             | Guitar boogie/Boogie rock boogie                                         |
| J 20019            | 1958             | Campanino                                                     | T'amerò/I quattro ciucci                                                 |
| J 20020            | 07-1958          | Campanino                                                     | T'aggia di 'na cosa/Ma è proprio 'o vero?                                |
| J 20022            | 1958             | Los Zafiros                                                   | El soldato de Levita/Canastas                                            |
| J 20023            | 1958             | Los Zafiros                                                   | El pastor/Granadinas                                                     |
| J 20024            | 1958             | Los Zafiros                                                   | Cucurrucucu Paloma/Aires Canarios                                        |
| J 20025            | 1958             | Rino Da Positano                                              | Arrivederci Roma/Signorinella                                            |
| J 20026            | 1958             | Campanino                                                     | Buona sera signorina/Ci vedremo domani                                   |
| J 20027            | 1958             | Campanino                                                     | Concerto d'autunno/'o Saracino                                           |
| J 20029            | 1958             | Campanino                                                     | I love you forestiera/Baby baby baby                                     |
| J 20030            | 12-1958          | Campanino                                                     | Non partir/Gennarino twist                                               |
| J 20031            | 1958             | Wanna Ibba e i Giullari                                       | Diana/You are my destiny                                                 |
| J 20032            | 1958             | Adriano Celentano                                             | Happy days are here again/Buonasera signorina                            |
| J 20038            | 1958             | Anita Traversi                                                | Magic moments/Con tutto il cuor                                          |
| J 20039            | 1958             | Anita Traversi                                                | La pioggia cadrà/Buenas noches mi amor                                   |
| J 20040            | 1958             | I Campioni                                                    | Mister Wonderful/Portame n'zieme a tte                                   |
| J 20041            | 1958             | I Campioni                                                    | T'ho scritto tante e tante volte/Amore impossibile                       |
| J 20042            | 2 dicembre 1958  | Wanna Ibba e i Giullari                                       | Hoopa hoola (with a hula hoop)/One more time                             |
| J 20045            | 1958             | Adriano Celentano                                             | Hoola hop rock/La febbre dell'hoola hop                                  |
| J 20046            | 1958             | Anita Traversi                                                | Da te era bello restar/Tu mi fai girar la testa                          |
| J 20047            | 1959             | Anita Traversi con Gli Oscars                                 | Tu non sai come t'amo/Il cielo piange per te                             |
| J 20049            | 1959             | Anita Traversi con Gli Oscars                                 | Una marcia in Fa/Adorami                                                 |
| J 20050            | 1959             | I Campioni                                                    | Ciao ti dirò/Stolen love                                                 |
| J 20051            | 1959             | Wanna Ibba e i Giullari                                       | Basta un poco di musica/Non lasciarmi                                    |
| J 20052            | 1959             | Anita Traversi                                                | Donna/Proteggimi                                                         |
| J 20053            | 14 maggio 1959   | Anita Traversi e gli Oscars sul lato A; gli Oscars sul lato B | Kiss me, honey honey/Cose perdute                                        |
| J 20056            | 1959             | I Campioni                                                    | Love me forever/Giungerò fino a te                                       |
| J 20057            | 1959             | Adriano Celentano                                             | Ciao ti dirò/Un'ora con te                                               |
| J 20058            | 1959             | Complesso Jolly                                               | Apenado/Sueno sin fin                                                    |
| J 20059            | 1959             | Anita Traversi                                                | T'amerò/Kiss me, kiss me                                                 |
| J 20060            | 1959             | I Campioni                                                    | Bambola/Angelo biondo                                                    |
| J 20061            | 4 luglio 1959    | Sergio Bozzetti                                               | Arrivederci/Mister Tempo                                                 |
| J 20061 (da verif) | 1959             | I Campioni                                                    | Io voglio/Dispettosi innamorati                                          |
| J 20062            | 1959             | Sergio Bozzetti                                               | La città di notte/I Sing "Ammore"                                        |
| J 20063            | 1959             | Adriano Celentano                                             | Il ribelle/Nessuno ci crederà                                            |
| J 20064            | 1959             | Adriano Celentano                                             | I ragazzi del juke-box/Il tuo bacio è come un rock                       |
| J 20065            | 18 luglio 1959   | Wanna Ibba e i Giullari                                       | Arrivederci/Vado via                                                     |
| J 20066            | 1959             | I Campioni                                                    | Tintarella di luna / Amore impossibile                                   |
| J 20066            | 1959             | I Campioni                                                    | Tintarella di luna / Buon dì                                             |
| J 20067            | 1959             | Anita Traversi                                                | Il mio solo ideale/Pagine di sogno                                       |
| J 20068            | 1959             | Adriano Celentano                                             | Teddy girl/Desidero te                                                   |
| J 20069            | 1959             | Adriano Celentano                                             | Pronto pronto/Idaho                                                      |
| J 20070            | 1960             | Wanna Ibba e i Giullari                                       | Bad Boy/Forte forte                                                      |
| J 20070            | 1960             | I Campioni                                                    | Triste cha cha cha/Non parlarmi d'amore                                  |
| J 20071            | 1960             | I Campioni                                                    | Girotondo del finimondo/Non parlarmi d'amore                             |
| J 20072            | 1960             | I Campioni                                                    | Angelo o diavolo/Blue star                                               |
| J 20073            | 1960             | Anita Traversi con Gli Oscars                                 | Rossetto sul colletto/Amorcito mio                                       |
| J 20074            | 1960             | Cesare Marchini e il suo Complesso                            | Blue Moon cha cha cha/Ancora cha cha cha                                 |
| J 20075            | 1960             | Wanna Ibba e i Giullari                                       | Pink shoes laces/Take a chance                                           |
| J 20076            | 1960             | Wanna Ibba e i Giullari                                       | Nun me lassà/Un urlo d'amore                                             |
| J 20078            | 1960             | Anita Traversi                                                | Voglio dormire/Canzoncella italiana                                      |
| J 20079            | 1960             | Adriano Celentano                                             | Nikita rock/Blue jeans rock                                              |
| J 20080            | 1960             | Adriano Celentano                                             | Rock matto/Impazzivo per te                                              |
| J 20080            | 1960             | Adriano Celentano                                             | Impazzivo per te / Crazy rock                                            |
| J 20081            | 1960             | I Campioni                                                    | Oh Wendy Wendy/Ciao baby ciao                                            |
| J 20082            | 1960             | I Campioni                                                    | Sei terribile/Crapa pelada                                               |
| J 20083            | 1960             | Tito Livio                                                    | Bella signorina/Solo i ricordi                                           |
| J 20084            | 1960             | Wanna Ibba                                                    | Conducimi con te/Te quiero yes I love you                                |
| J 20085            | 1960             | Wanna Ibba                                                    | Tutte le strade/I miei giorni perduti                                    |
| J 20086            | 1960             | Anita Traversi                                                | Sono ubriaca/Por dos besos                                               |
| J 20087            | 1960             | Sergio Bozzetti                                               | Tu/Deliziosa                                                             |
| J 20089            | 1960             | Adriano Celentano                                             | Personality/Il mondo gira                                                |
| J 20090            | 1960             | Adriano Celentano                                             | Così no/La gatta che scotta                                              |
| J 20091            | 1960             | I Giullari                                                    | Red River Valley/When The Saints Go Marching In                          |
| J 20092            | 1960             | Adriano Celentano e Anita Traversi                            | Piccola/Ritorna lo shimmy                                                |
| J 20095            | 1960             | The Kim Sisters                                               | Jerry Lee/Sugartime                                                      |
| J 20097            | 1960             | I Campioni                                                    | La vita è colorata/Sopra il cielo                                        |
| J 20098            | 1960             | I Campioni                                                    | Ti voglio/Amo                                                            |
| J 20099            | 1960             | Anita Traversi                                                | Cielo e terra/Il mio nome è donna                                        |
| J 20103            | 1960             | Wanna Ibba e i Giullari                                       | Prima di te/Che ti prende                                                |
| J 20104            | 1960             | Wanna Ibba                                                    | Quando c'è la luna piena/Ok All right                                    |
| J 20105            | 1960             | Wanna Ibba e i Giullari                                       | Io credo/Non piango                                                      |
| J 20106            | 1960             | Adriano Celentano                                             | Pitagora/A cosa serve soffrire                                           |
| J 20107            | 1960             | Adriano Celentano                                             | Giarrettiera rosa/Che dritta!                                            |
| J 20108            | 1960             | Norman Shobey                                                 | Twinkle cha cha cha/Little girl cha cha cha                              |
| J 20109            | 1960             | Norman Shobey                                                 | You’re mine/Baby don’t leave me                                          |
| J 20110            | 1960             | Anita Traversi                                                | Altalena al chiar di luna/Ciao mare                                      |
| J 20111            | 1960             | Sergio Bozzetti                                               | Dolly Shangai/Oh! Mon amour                                              |
| J 20112            | 1960             | Cesare Marchini                                               | Cumparsita cha cha cha/Tenderly cha cha cha                              |
| J 20113            | 1960             | Cesare Marchini                                               | Anda Anda cha cha cha/Bon Bon cha cha cha                                |
| J 20114            | 1960             | Sergio Bozzetti                                               | Sarò stupido/Milena di Milano                                            |
| J 20115            | 1960             | Anita Traversi                                                | Ciccillo ‘a sentinella/Uno qualunque                                     |
| J 20116            | 1960             | Anita Traversi                                                | Paper roses/Perché non sono un angelo                                    |
| J 20117            | 1960             | I Campioni                                                    | Baciare baciare/I tuoi occhi dicono baciami                              |
| J 20118            | 1960             | Cesare Marchini                                               | Luna mare cha cha cha/Chico Chico cha cha cha                            |
| J 20119            | 1960             | I Campioni                                                    | Egoista cha cha cha/Ciuf ciuf cha cha cha                                |
| J 20120            | 1960             | Anita Traversi                                                | Ciccillo 'a sentinella/N'importe qui (Uno qualunque)                     |
| J 20121            | 1960             | I Campioni                                                    | Harry Boy/Let’s gonna rock                                               |
| J 20122            | 1960             | Sergio Bozzetti                                               | Libelei/Ci sei tu                                                        |
| J 20123            | 1960             | I Campioni                                                    | Dolcemente t'amerò/Sassi                                                 |
| J 20124            | 1960             | Adriano Celentano                                             | Furore/Movimento di rock                                                 |
| J 20126            | 1960             | Anita Traversi                                                | Passione flamenca/Luna napoletana                                        |
| J 20127            | 1961             | Adriano Celentano                                             | 24 mila baci/Aulì-ulè                                                    |
| J 20128            | 1961             | Laura Betti                                                   | Ballata dell'uomo ricco/Ballata del pover'uomo                           |
| J 20129            | 1961             | I Campioni                                                    | Era scritto nel cielo/Amore a Palma di Majorca                           |
| J 20131            | 1961             | I Giullari                                                    | Blue moon cha cha cha/China cha cha cha                                  |
| J 20132            | 1961             | I Giullari                                                    | Polly Wolly Doodle/Turkey in the Straw                                   |
| J 20133            | 1961             | I Campioni                                                    | Una piccola barca/Jolie chanson                                          |
| J 20134            | 1961             | Anita Traversi                                                | Sailor/Valentino                                                         |
| J 20135            | 1961             | Laura Betti                                                   | Venere tascabile/Seguendo la flotta                                      |
| J 20136            | 1961             | Laura Betti                                                   | E invece no/Solamente gli occhi                                          |
| J 20137            | 1961             | Adriano Celentano                                             | Non esiste l'amor/Basta                                                  |
| J 20139            | 12 giugno 1961   | Lucio Flauto                                                  | Les mains mortes/Peppino di Carpi prov.di Modena                         |
| J 20140            | 15 giugno 1961   | Lucio Flauto                                                  | Ninna nanna al figlio del ladro/Coryzin, tango antinfluenzal (El Coryza) |
| J 20142            | 1961             | Le Amiche                                                     | Sai illudermi/Terry                                                      |
| J 20143            | 26 giugno 1961   | Anita Traversi                                                | Tutto e nulla/Volevi un bacio                                            |
| J 20144            | 1961             | Adriano Celentano e Anita Traversi                            | Gilly/Coccolona                                                          |
| J 20145            | 1961             | I Campioni                                                    | Chicchiriccando (Gallo matan)/Pura                                       |
| J 20146            | 1961             | I Campioni                                                    | Si si Marì/Lettera senza parole                                          |
| J 20149            | 1961             | Cesare Marchini e la sua Orchestra                            | Io bacio, tu baci/Frivolo cha cha cha                                    |
| J 20150            | 1961             | Adriano Celentano                                             | Nata per me/Non esser timida                                             |
| J 20151            | 1961             | Cesare Marchini e la sua Orchestra                            | Pepito/Il mio trenino                                                    |
| J 20153            | 1962             | Adriano Celentano                                             | Forse forse/Peppermint twist                                             |
| J 20154            | 1962             | I Campioni                                                    | Los pantalones/Che risate                                                |
| J 20164            | 1962             | Remo Germani                                                  | Adorabile Susy/Bianca notte                                              |
| J 20165            | 03-1962          | Franco Nebbia                                                 | Passione Latina (Vademecum tango)/Borsa cha cha cha                      |
| J 20170            | 1962             | Cesare Marchini                                               | Moliendo Cafè/Meu Brazil                                                 |
| J 20173            | 1962             | Anita Traversi                                                | Vulcano/Canta Canarino                                                   |
| J 20178            | 1962             | Adriano Celentano                                             | Si è spento il sole/La mezza luna                                        |
| J 20179            | 1962             | Anita Traversi                                                | One step ahead (Un passo avanti)/One step ahead (strumentale)            |
| J 20180            | 1962             | Carlo Jonda                                                   | Cantava/Luna                                                             |
| J 20182            | 1962             | Totò Savio e il suo complesso                                 | Ti piace il Madison/Twist Twist                                          |
| J 20183            | 1962             | Remo Germani                                                  | È lei/Speedy Gonzales                                                    |
| J 20184            | 1962             | Remo Germani                                                  | Baci/Nossignora                                                          |
| J 20185            | 1962             | Adriano Celentano                                             | 24 mila baci/Il tuo bacio è come un rock                                 |
| J 20186            | 1962             | Gianni Marchetti                                              | Baby Elephant Walk/Just For Tonight                                      |
| J 20188            | 1963             | Robert                                                        | Insieme a te/Il pozzo                                                    |
| J 20190            | 1963             | Ernesto Milandri                                              | Se guardo il cielo/Noi due addio                                         |
| J 20191            | 1963             | Giannisella                                                   | Gigolò/Sul pavé                                                          |
| J 20193            | 1963             | Anita Traversi                                                | Luna d'argento sopra la spiaggia/Chiamami amore                          |
| J 20195            | 1963             | Remo Germani                                                  | Torna al mittente/Mai prima d'ora                                        |
| J 20197            | 1963             | Adriano Celentano                                             | A New Orleans/Un sole caldo caldo caldo                                  |
| J 20198            | 1963             | Roby Guareschi e i suoi Rubini                                | Ti faccio un mazzo/Ma che calze vuoi da me                               |
| J 20200            | 1963             | Tony Spada                                                    | Io e te/Piccolina sei                                                    |
| J 20201            | 1963             | Giulio Libano e la sua Orchestra                              | Encantado de ti/Silvely                                                  |
| J 20202            | 1963             | Roby Guareschi                                                | Il tangaccio/Grazie prego scusi                                          |
| J 20203            | 1963             | Toto Savio                                                    | Amico mio/Ti piace il madison                                            |
| J 20204            | 1963             | Remo Germani                                                  | Non andare col tamburo/È tornata l'estate                                |
| J 20207            | 1963             | Fausto Mola                                                   | Non cercare scuse/Vestita di un raggio di luna                           |
| J 20208            | 1963             | Paolo Dani                                                    | Judy/Un twist per te                                                     |
| J 20209            | 07-1963          | Fausto Leali & I Novelty                                      | Please please me/5 giorni                                                |
| J 20212            | 1963             | Paolo Ferrara                                                 | Guardar le stelle/Il battipanni                                          |
| J 20213            | 1963             | Laura Casati                                                  | Scusa scusa/Amore amore accanto a te                                     |
| J 20215            | 3 settembre 1963 | I Cesari                                                      | Soltanto tu/Sherry                                                       |
| J 20216            | 09-1963          | Fausto Leali & I Novelty                                      | Follie d'estate/Non voglio più piangere                                  |
| J 20217            | 1963             | Nicola Di Bari                                                | Piano...pianino.../Perché te ne vai                                      |
| J 20218            | 1963             | Peppino Gagliardi                                             | Ascolta mio Dio/Dimmi amor/Piango                                        |
| J 20220            | 1963             | Adriano Celentano                                             | Serafino campanaro/Hei stella                                            |
| J 20221            | 1963             | Roberta Mazzoni                                               | Sulla neve con me/I tuoi baci sono baci                                  |
| J 20222            | 1963             | Tony Dallara                                                  | Come potrei dimenticarti/Cosa vuoi                                       |
| J 20223            | 1963             | Roberta Mazzoni                                               | Di sera non esco/Non devi più                                            |
| J 20224            | 1963             | Remo Germani                                                  | Che giorno quel giorno/Cose che si dicono                                |
| J 20227            | 03-1964          | Enzo Jannacci                                                 | El portava i scarp del tennis/Ti te se' no                               |
| J 20228            | 1964             | Adriano Celentano                                             | Una notte vicino al mare/Hello Mary Lou                                  |
| J 20229            | 1964             | Nicola Di Bari                                                | Amore ritorna a casa/Senza motivo                                        |
| J 20230            | 1964             | Peppino Gagliardi                                             | Frutto di mare/Verrò a chiederti perdono                                 |
| J 20231            | 1964             | Tony Dallara                                                  | Ti devo dire no/Quando siamo in compagnia                                |
| J 20232            | 1964             | Fausto Leali & I Novelty                                      | La campagna in città/Ho perduto                                          |
| J 20233            | 1964             | Fausto Mola                                                   | Ritorna amore/Non è più lei                                              |
| J 20234            | 1964             | Remo Germani                                                  | Stasera no, no, no/Vattene                                               |
| J 20235            | 1964             | Luigi Tenco                                                   | Ragazzo mio/No, non è vero                                               |
| J 20237            | 1964             | Fausto Leali & I Novelty                                      | Lei ti ama/Danza senza nome                                              |
| J 20238            | 1964             | Franco Lillo & Orchestra Giulio Libano                        | Saremo insieme/Ragazzo solo                                              |
| J 20239            | 1964             | Luisa & Gabriella                                             | Alla Renella/La società dei magnaccioni                                  |
| J 20240            | 05-1964          | Enzo Jannacci                                                 | T'ho compraa i calzett de seda/Andava a Rogoredo                         |
| J 20241            | 1964             | Roberta Mazzoni                                               | I tuoi baci sono baci/L'amore di nessuno                                 |
| J 20242            | 1964             | Sergio Bozzetti                                               | Ciao bella ciao/Non ti rimpiangerò                                       |
| J 20243            | 1964             | Tony Dallara                                                  | Quattro parole/Sei giovedì                                               |
| J 20244            | 1964             | Remo Germani                                                  | Non piangere per me/La testa nel sacco                                   |
| J 20245            | 1964             | Angelo Macchi                                                 | Cammino/Mai mai mai                                                      |
| J 20246            | 1964             | Marilena Guidetti                                             | Gira e rigira/E' andata male                                             |
| J 20247            | 05-1964          | Enzo Jannacci                                                 | L'Armando/La forza dell'amore                                            |
| J 20248            | 1964             | Peppino Negri                                                 | I pesci/Mai come stasera                                                 |
| J 20250            | 1964             | Ira Ferri                                                     | La prima domenica/Non so perché                                          |
| J 20253            | 1964             | Roberta Mazzoni                                               | Bugiardo/Sulla neve con me                                               |
| J 20255            | 1964             | Nicola Di Bari                                                | Non farmi piangere più/Ti prendo le braccia                              |
| J 20256            | 1964             | Luisa & Gabriella                                             | Sciuri sciuri/Vitti 'na crozza                                           |
| J 20258            | 1964             | Paolo Ferrara                                                 | La domenica/Tu non puoi                                                  |
| J 20259            | 1964             | Peppino Gagliardi                                             | Questa sera non ho pianto/Dovevo parlarti                                |
| J 20260            | 1964             | Luigi Tenco                                                   | Ho capito che ti amo/Io lo so già                                        |
| J 20261            | 1964             | Gino Prandi                                                   | Un'ora come allora/Il giorno siamo noi                                   |
| J 20262            | 1964             | Enzo Amadesi                                                  | La vita in un attimo/Johnny, si!                                         |
| J 20263            | 1964             | Alberto Baldan                                                | Metrò/Surf                                                               |
| J 20264            | 1964             | Remo Germani                                                  | Da doo ron ron/Tra la la la Susi                                         |
| J 20265            | 1964             | Renza Fabbri                                                  | C'era la luna/Se a volte                                                 |
| J 20266            | 1964             | Rosanna Gentilini                                             | Sul banco di scuola/Non litighiamo più                                   |
| J 20267            | 1964             | Fausto Leali & I Novelty                                      | Allora non era amore/Baby Jane                                           |
| J 20268            | 1964             | Le Amiche                                                     | Se mi vuoi un po' di bene/Un giorno o l'altro                            |
| J 20269            | 1964             | Peppino Gagliardi                                             | Nisciuno 'o ppo' capì/'mparame a vulé bene                               |
| J 20270            | 1964             | Fausto Billi                                                  | Non ascoltare le comari/Sei nata ieri                                    |
| J 20271            | 1964             | Fausto Mola                                                   | Che delusione sei/Padrona del mondo                                      |
| J 20272            | 10-1964          | Enzo Jannacci                                                 | Ma mi/M'hann ciamàa                                                      |
| J 20274            | 1964             | Cherubino                                                     | Voi non mi conoscete/Solo a me                                           |
| J 20276            | 1964             | Sergio Sandrini                                               | I miei pensieri/Un momento così                                          |
| J 20278            | 1965             | Le Amiche                                                     | Per una rosa/Quello che la gente dirà                                    |
| J 20279            | 11-1964          | Luisa & Gabriella                                             | La povera Cecilia / È tutta robba mia                                    |
| J 20280            | 1965             | Nicola Di Bari                                                | Tu non potrai capire/Una cosa di nessuna importanza                      |
| J 20281            | 1965             | Dino e i 4 assi                                               | Tu sai perché/Non ascoltare                                              |
| J 20282            | 1965             | Nicola Di Bari                                                | Amici miei/Amo te, solo te                                               |
| J 20283            | 1965             | Peppino Gagliardi                                             | Ti credo/Parlami                                                         |
| J 20284            | 1965             | Remo Germani e Le Amiche                                      | Prima o poi/Diventerò come vorrai                                        |
| J 20285            | 1965             | Suzie                                                         | Gianni/Quando balliamo                                                   |
| J 20287            | 1965             | Carlo Biagi                                                   | Crederò sempre/Non l'hai detto mai                                       |
| J 20288            | 1965             | Miro Banis                                                    | Ero io/Argini                                                            |
| J 20289            | 1965             | Italo Gilardetti                                              | Quando morirò/Ditele che son contento                                    |
| J 20291            | 1965             | Enzo Amadesi                                                  | Mai nessuna/Il verbo amare                                               |
| J 20292            | 1965             | Bruna Lelli                                                   | Devo insistere/Un amore facile                                           |
| J 20293            | 1965             | Fausto Billi                                                  | La casa del sole/Sei la sola                                             |
| J 20294            | 1965             | Nicola Di Bari                                                | Piangerò/Il rimpianto                                                    |
| J 20298            | 1965             | Fausto Leali & I Novelty                                      | Raccontalo ad un altro/Un bacio in più                                   |
| J 20300            | 1965             | Fausto Mola                                                   | Lo spillo/La porta di pietra                                             |
| J 20301            | 1965             | Adele Maffina                                                 | Una volta per uno/Voglio stare con te                                    |
| J 20302            | 1965             | Peppino Gagliardi                                             | Innamorarmi di te/Grazie caldo sole                                      |
| J 20303            | 1965             | Le Amiche                                                     | Divertiamoci/Ma lasciala                                                 |
| J 20305            | 04-1965          | Enzo Jannacci                                                 | Sfiorisci bel fiore/Non è vero                                           |
| J 20307            | 05-1965          | Roberta Mazzoni                                               | Ho sofferto per te/Non sai la strada                                     |
| J 20310            | 1965             | Francolillo                                                   | Non dimenticarlo mai/Non sbattere la porta                               |
| J 20311            | 1965             | Angelina Monti                                                | E' destino/Con un sorriso così                                           |
| J 20313            | 1965             | Luigi Tenco                                                   | Tu non hai capito niente/Non sono io                                     |
| J 20317            | 05-1965          | Enzo Jannacci                                                 | Veronica/Soldato Nencini                                                 |
| J 20318            | 1965             | Marisa Brando                                                 | Dovrai ritornar da me/Un giorno me ne andrò                              |
| J 20319            | 1965             | Los Brincos                                                   | L'amore dei giovani/E' come un sogno                                     |
| J 20321            | 1965             | Los Brincos                                                   | L'ubriaco/Piccole cose                                                   |
| J 20322            | 1965             | Los Brincos                                                   | Non so perché/Certe cose non dirmele                                     |
| J 20323            | 1965             | Marisol                                                       | Il mio mondo è qui/Arrivederci Venezia                                   |
| J 20324            | 1965             | Luisa & Gabriella                                             | Stornelli di Porta Romana/Maremma                                        |
| J 20325            | 1965             | Le Amiche                                                     | Basta con i ricordi/Se questa vita non ti va                             |
| J 20326            | 1965             | Ingrid Schoeller                                              | Amore ti amo/Se te ne andrai                                             |
| J 20329            | 1965             | Fausto Leali & I Novelty                                      | Sha la la/Sorriderai                                                     |
| J 20330            | 1965             | Tony Massarelli                                               | Non hai capito/Il tuo orgoglio                                           |
| J 20331            | 1965             | Nicola Di Bari                                                | Un amore vero/Non sai come ti amo                                        |
| J 20332            | 1965             | Peppino Gagliardi                                             | Un atto di dolore/Ho il coraggio di amarti                               |
| J 20333            | 1965             | Roberta Mazzoni                                               | Questa è l'ultima sera/Una sera con la luna                              |
| J 20337            | 1966             | Bruna Lelli                                                   | Mi sento un'altra/Un giorno capirai                                      |
| J 20339            | 1966             | Ivana Cosetta                                                 | In capo al mondo/Andrò                                                   |
| J 20340            | 1966             | Ljupka                                                        | Sha la la/Non mi aspettavi                                               |
| J 20343            | 1966             | Mario Fazi                                                    | Io non posso crederti/Se ti diranno di me                                |
| J 20344            | 1966             | Valeria Piaggio                                               | Merito questo/Ogni notte                                                 |
| J 20346            | 1966             | Nicola Di Bari                                                | Lei mi aspetta/Ridi con me                                               |
| J 20347            | 1966             | Peppino Gagliardi                                             | Mezzojuorno/Nu poco 'e sole                                              |
| J 20348            | 1966             | Peppino Gagliardi                                             | Se tu non fossi qui/Devi sorridermi                                      |
| J 20349            | 1966             | Gidiuli                                                       | Grazie/Sei contenta                                                      |
| J 20350            | 02-1966          | Enzo Jannacci                                                 | Per un basin/Ninna nanna per un bambino                                  |
| J 20352            | 1966             | Enzo Amadesi                                                  | Non piangerò se te ne andrai/Una ragazza come te                         |
| J 20353            | 1966             | Roberta Mazzoni                                               | Io di notte/Un grande amore                                              |
| J 20354            | 1966             | Remo Germani                                                  | Così come viene/Partivo                                                  |
| J 20356            | 1966             | Peppino Gagliardi                                             | Voglio sapere/Finalmente                                                 |
| J 20357            | 1966             | Scooters                                                      | La motoretta/Credimi amore mio                                           |
| J 20359            | 1966             | I Ragazzi del Sole                                            | Se mi chiamerai/Non ridere di me                                         |
| J 20360            | 1966             | Ola & The Janglers                                            | Surprise surprise/It's allright                                          |
| J 20368            | 1966             | Gabriella Ferri                                               | Barcarolo Romano/Aritornelli Roamneschi                                  |
| J 20369            | 1966             | Solidea e The New Dandies                                     | Ciao amici/Sono una di voi                                               |
| J 20370            | 1966             | G.T. Romano                                                   | Chi può dirmi/Jezebel                                                    |
| J 20371            | 05-1966          | Enzo Jannacci                                                 | Faceva il palo/E savé                                                    |
| J 20374            | 1966             | Remo Germani                                                  | Il cielo con un dito/Adesso che ho lei                                   |
| J 20378            | 06-1966          | Umberto                                                       | La vita del bar/Guarda il mondo                                          |
| J 20379            | 1966             | Cochi e Renato                                                | Ho soffrito per te/A me mi piace il mare                                 |
| J 20382            | 1966             | Solidea                                                       | Ma con chi/Io non protesto                                               |
| J 20384            | 1966             | Gabriella Ferri                                               | La Gente di campagna/I miei vent'anni                                    |
| J 20385            | 1966             | Umberto                                                       | Chitarre contro la guerra/Che ragioni come te                            |
| J 20388            | 1966             | Peppino Gagliardi                                             | Sole malato/Scriveme                                                     |
| J 20389            | 1966             | Los Brincos                                                   | Giulietta/103 meglio di te                                               |
| J 20390            | 1966             | Massiel                                                       | Ti chiedo in nome dell'amore/Un ciao di più                              |
| J 20391            | 1966             | Gabriella Ferri                                               | Le mantellate/Er carrettiere a vino                                      |
| J 20398            | 1966             | Lucia Altieri                                                 | Se potessi amare te/Perdonami Maria                                      |
| J 20399            | 1966             | Punto Interrogativo                                           | Quando un uomo non sa amare/La mia valle                                 |
| J 20400            | 1966             | Scooters                                                      | Le pigne in testa/Una minigonna                                          |
| J 20401            | 1966             | Adele Maffina                                                 | Vai vai/Tanto quanto                                                     |
| J 20402            | 1966             | Nicola Di Bari                                                | Guardati alle spalle/Judy                                                |
| J 20403            | 1966             | I Fuggiaschi                                                  | Gira gira/Saludos amigos                                                 |
| J 20408            | 1967             | Gidiuli                                                       | Sopra i tetti azzurri del mio pazzo amore/Grazie                         |
| J 20410            | 1967             | Franco Battiato                                               | La torre/Le reazioni                                                     |
| J 20412            | 1967             | Scooters                                                      | Mi seguirai/Ieri, oggi e domani                                          |
| J 20413            | 1967             | Roberta Mazzoni                                               | Ho paura/Sarai solo                                                      |
| J 20414            | 1967             | Umberto                                                       | Gioventù/Non ditelo ad Agnese                                            |
| J 20415            | 1967             | Ombretta Colli                                                | Il sogno/4 mesi                                                          |
| J 20416            | 1967             | Los Brincos                                                   | Hai torto tu/Mi piove in faccia                                          |
| J 20419            | 1967             | Andrea Giordana e I Samurai                                   | Dies irae/Sempre più solo                                                |
| J 20420            | 1967             | I Fuggiaschi                                                  | Niente di niente/Cos'è l'amore                                           |
| J 20423            | 1967             | Juan & Junior                                                 | La caza/Nada                                                             |
| J 20425            | 1967             | Franco Battiato                                               | Il mondo va così/Triste come me                                          |
| J 20426            | 1967             | Herbert Pagani                                                | Canta (che ti passa la paura)/Bastava che                                |
| J 20430            | 1967             | Umberto                                                       | Ferma la musica/Mia cara ragazza                                         |
| J 20431            | 1967             | The Climate                                                   | Chi mi aiuterà/Quando parlo di te                                        |
| J 20434            | 1968             | Scooters                                                      | La figlia del re del pomodoro/Se fossi re                                |
| J 20437            | 1968             | Junior Magli                                                  | La nostra favola/La calda estate                                         |
| J 20438            | 30 maggio 1968   | I Chiwawas                                                    | Si fa, si fa il ci ci uà?/Viva l'amore                                   |
| J 20440            | 06-1968          | Enzo Jannacci                                                 | L'appassionata/Ho soffrito                                               |
| J 20447            | 1969             | Junior Magli                                                  | Alla fine della strada/Il mio amico Angelo                               |
| J 20450            | 1969             | Ennio Morricone                                               | Nuddu / A solo di marranzanu                                             |
| J 20451            | 1969             | Junior Magli                                                  | Noi due/Aiutami mamma                                                    |
| J 20452            | 1969             | The Tony Hendrik                                              | The grooviest girl in the world/Majestic world                           |
| J 20465            | 1970             | Silvio Pavese                                                 | Ma dove vai, cosa fai?/Matto                                             |
| J 20473            | 1971             | Nancy Cuomo                                                   | Questo vecchio pazzo mondo/Ho amato e t'amo                              |
| J 20475            | 1971             | Giorgio Tocchi                                                | Giuliana/Dimmi ragazza                                                   |
| J 20477            | 1971             | Rogers                                                        | Sabbia rovente/Shalambra                                                 |
| J 20478            | 1971             | Ricky Shayne                                                  | Mamy blue/I've got it all                                                |
| J 20480            | 1971             | David Smith                                                   | See me/Idem                                                              |
| J 20481            | 1971             | Fiammetta                                                     | Ho bruciato i miei vent'anni/Sentimento d'amore                          |
| J 20482            | 1971             | Los Pasajeros                                                 | Piri piri/E' l'amor come il vento                                        |

### Singoli a 45 giri - Numerazione J 50...
Alcuni 45 giri della Jolly vennero pubblicati con una numerazione diversa, con la sequenza 50xxx
| Numero di catalogo | Anno | Interprete     | Titoli                                                 |
| ------------------ | ---- | -------------- | ------------------------------------------------------ |
| J 50000            | 1966 | I Sette Latini | John Brown/Soli nel mondo                              |
| J 50002            | 1966 | I 4 di Lucca   | Barbara Ann/Non mi lascerai                            |
| J 50010            | 1966 | Eileen         | Questi stivali sono fatti per camminare/Suona chitarra |
| J 50011            | 1966 | I 4 di Lucca   | Estate blu/Tu proprio tu                               |